# Anna Khaja
Anna Khaja (Alameda County, 1974), is een Amerikaans actrice. Ze speelde in diverse films en series, waaronder Post Grad, Silicon Valley en The Walking Dead: World Beyond.

## Filmografie

### Film
- 1999: Man Woman Film, als Anastasia X
- 2006: Yasin, als Amina
- 2006: No. 6, als Milena Petrescu
- 2007: King of California, als officier Contreras
- 2008: Yes Man, als Faranoush
- 2009: Reunion, als Anna
- 2009: Post Grad, als Juanita
- 2010: Order of Chaos, als Meter Maid
- 2011: Admissions, als Daphna
- 2012: California Solo, als Anna
- 2014: The Pink Sorrys, als Bandit Queen
- 2014: Pyromance, als Rose
- 2014: Faith, als Ouriel
- 2015: How I Do Math, als Anna
- 2015: Meadowland, als Fatimah
- 2015: The Party Is Over, als Rania
- 2015: He Said, als Dr. Miller
- 2016: $hitty Job$, als baas
- 2016: The Caretaker, als Dr. Patel
- 2017: Oscar, als Marijuana
- 2017: Khol, als Ranjan
- 2020: Rumble Strip, als Carmen
- 2020: Definition Please, als Jaya
- 2024: Kasbi, als Maryam

### Televisie
- 2002: For the People, als Lupe
- 2005: Strong Medicine, als ER receptioniste
- 2006: NUMB3RS, als Saida Kafaji
- 2006: Sleeper Cell, als N.O.C. agent
- 2007: Weeds, als vrouwelijke agent
- 2008: Dirt, als verpleegster
- 2009: FlashForward, als oudere vrouw
- 2009: Private Practice, als Cooper's advocaat
- 2009: House, als Dr. D'Razio
- 2010: The Real Girl's Guide to Everything Else, als Aliyah
- 2010: The Closer, als Mrs. Mota
- 2012: Bent, als Dr. Patel
- 2012: True Blood, als Zaafira
- 2013: Criminal Minds, als Francie Kendall
- 2013: The Newsroom, als Shanon Hammid
- 2013: NCIS: Los Angeles, als Talita Pambakian
- 2014: The Mentalist, als Ellen
- 2015: The Fosters, als Joan
- 2015: Bones, als Anne Franklin
- 2015-2016: Stitchers, als Getti Ahluwalia
- 2015-2018: Silicon Valley, als Rachel
- 2015-2018: Quantico, als Sita Parrish
- 2016: Conviction, als Kadisha Abdullah
- 2016: Elementary, als Nazria Durrani
- 2016: Powerhouse, als Maxine Mazari
- 2016-2020: The Good Place, als Manisha Al-Jamil
- 2017: The Good Fight, als Zeinah Abdoulafia
- 2017: The Training Day, als Kathy Meyers
- 2017: Shooter, als Gabina
- 2017-2019: Madam Secretary, als Amina Salah
- 2018: S.W.A.T., als agent Abby DuBois
- 2018: Shameless, als dokter Padma Singh
- 2018-2019: For the People, als Vera Simmons
- 2018-2019: Lethal Weapon, als senator Donna Malick
- 2019: Last Seen, als Kat
- 2019: Brooklyn Nine-Nine, als Theresa Moore
- 2019: NCIS, als Eliza Hutchins
- 2019: The Boys, als Lydia Parker
- 2020: FBI: Most Wanted, als Yara Mahmoud
- 2020: FBI, als Yara Mahmoud
- 2020: Tommy, als Rima Fayed
- 2020: The Baker and the Beauty, als Betsi
- 2021: The Resident, als Himaya Pravesh
- 2021: The Walking Dead: World Beyond, als Indira
- 2021: The Sex Lives of College Girls, als professor Levin
- 2022-2023: The Lincoln Lawyer, als Dr. Miriam Arslanian
- 2022: The Young and the Restless, als Dr. Malone
- 2024: NCIS: Hawai'i, als Marcia Adler
- 2025: The Chosen, als Naomi